# Gora Dokuchaeva
Gora Dokuchaeva (englische Transkription von russisch Гора Докучаева Gora Dokutschajewa) ist neben dem Pik Tanfil’eva einer von zwei Nunatakkern, die unmittelbar nördlich des Mount Gleeson in den Prince Charles Mountains des ostantarktischen Mac-Robertson-Lands aufragen.
Russische Wissenschaftler benannten ihn. Der weitere Benennungshintergrund ist nicht überliefert.